# Делла Порта, Джироламо
Джироламо делла Порта (итал. Girolamo della Porta; 14 ноября 1746, Губбио, Папская область — 5 сентября 1812, Флоренция, Первая империя) — итальянский куриальный кардинал. Секретарь Священной Конгрегации доброго управления с 1778 по 29 января 1787. Генеральный казначей Апостольской Палаты с 21 февраля 1794 по 23 ноября 1800. Префект Священной Конгрегации доброго управления с 6 декабря 1803 по 1809. Камерленго Священной Коллегии кардиналов с 1808 по март 1809. Кардинал-священник с 23 февраля 1801, с титулом церкви Санта-Мария-ин-Виа с 20 июля 1801 по 20 сентября 1802. Кардинал-священник с титулом церкви Сан-Пьетро-ин-Винколи с 20 сентября 1802 по 5 сентября 1812.